# 诏安文昌宫
诏安文昌宫位于中国福建省诏安县南诏镇古城内县前街东端、夺锦坊北侧，今为诏安县博物馆。此地原为明代漳潮巡检司署，清同治四年（1865）毁于战乱，同治十年（1871）知县罗运端即旧址改建文昌宫，并移祀原在文庙内文昌祠中的文昌帝君于此，现状为1991年维修。建筑占地1190平方米，前有庙埕，中轴线上依次为门楼、拜亭、正殿和后楼，两侧以廊庑围合成天井。其中门楼面阔五间，进深七檩，单檐悬山顶，正殿面阔三间，进深十三檩，单檐歇山顶，内祀文昌帝君，后楼两层，面阔三间，进深十一檩，内祀魁星。